# Ginostrabliggi
Ginostrabliggi, född 29 maj 2022, är en italiensk varmblodig travhäst som tränas av Philippe Allaire och körs av Gabriele Gelormini.
Han började tävla 2024 och har inlett sin karriär med sex raka segrar från debuten. Han har hittills sprungit 174 340 euro på 6 starter, varav 6 segrar. Karriärens hittills största segrar har kommit i Gran Premio Anact Stakes (2024), Gran Premio Mipaaft Allevamento Maschi (2024), Gran Premio Tito Giovanardi (2025) och Gran Premio Nazionale (2025).
Han är halvbror med Callmethebreeze, född 2018.

## Statistik
| Statistik för Ginostrabliggi (Ref.) | Statistik för Ginostrabliggi (Ref.) | Statistik för Ginostrabliggi (Ref.) | Statistik för Ginostrabliggi (Ref.) | Statistik för Ginostrabliggi (Ref.) | Statistik för Ginostrabliggi (Ref.) |
| ----------------------------------- | ----------------------------------- | ----------------------------------- | ----------------------------------- | ----------------------------------- | ----------------------------------- |
| Starter                             | Placeringar                         | Startprissumma                      | Segerprocent                        | Platsprocent                        | Rekord                              |
| 6                                   | 6-0-0                               | 174 340 euro                        | 100 %                               | 100 %                               | 1.11,9ak,                           |

### Större segrar
| År   | Lopp                                   | Kusk               | Vinstbelopp | Grupp   |
| ---- | -------------------------------------- | ------------------ | ----------- | ------- |
| 2024 | Gran Premio Anact Stakes               | Gabriele Gelormini | 71 100 EUR  | Grupp 1 |
| 2024 | Gran Premio Mipaaft Allevamento Maschi | Gabriele Gelormini | 71 100 EUR  | Grupp 1 |
| 2025 | Gran Premio Tito Giovanardi            | Gabriele Gelormini | 64 100 EUR  | Grupp 1 |
| 2025 | Gran Premio Nazionale                  | Gabriele Gelormini | 64 100 EUR  | Grupp 1 |